# Grafmonument van Suzanna Sablairolles
Het grafmonument van Suzanna Sablairolles op begraafplaats De Nieuwe Ooster in de Nederlandse stad Amsterdam is een 19e-eeuws grafmonument, dat wordt beschermd als rijksmonument.

## Achtergrond
Suzanna Nannette Sablairolles (Middelburg 1829 - Amsterdam 1867) was een Nederlands toneelspeelster. 
Na haar overlijden werd door hare vrienden en konstgenoten geld ingezameld om een grafmonument te laten oprichten. Het werd gemaakt bij de firma J.D.J. Teixeira de Mattos & Zoon in Amsterdam en op 31 mei 1867 onthuld. Sablairolles werd aanvankelijk op de Oude Oosterbegraafplaats begraven, maar bij de sluiting daarvan is op 24 mei 1901 haar grafmonument overgebracht naar de Nieuwe Oosterbegraafplaats. 
Elders op de Nieuwe Ooster staat het grafmonument van haar achternichtje Suzanna Tartaud.

## Beschrijving
Het monument heeft de vorm van een afgebroken zuil, symbool van het afgebroken leven, die is geplaatst op een hardstenen zerk. Op de zuil staat de naam van de overledene, op het basement is in hoog-reliëf een geknakte roos aangebracht. Oorspronkelijk waren de letters verguld.
Het graf is omheind met een smeedijzeren hekwerk.

## Waardering
Het grafmonument (klasse 2, vak 6, nr. 16) werd in 2004 in het Monumentenregister opgenomen vanwege het "algemeen belang wegens cultuur-, en funerair-historische waarde"